# Турищев, Максим Римович
Макси́м Ри́мович Тури́щев (род. 5 марта 2002, Москва) — российский футболист, нападающий клуба «Ростов», выступающий на правах аренды за «Факел».

## Клубная карьера
В раннем детстве занимался плаванием и акробатикой. С семи лет — в футбольной школе московского «Локомотива», вначале играл за команду 2001 года рождения. 19 февраля 2019 года дебютировал в Юношеской лиге УЕФА, в гостевом матче против «Динамо» Загреб (1:1, 4:5, пен.) выйдя на 82-й минуте, став самым молодым игроком в команде. В молодёжном первенстве за «Локомотив» в 38 играх забил 8 голов.
Лучший бомбардир Юношеской футбольной лиги 2019/20 — 8 мячей в 10 сыгранных матчах.
Летом 2020 года сообщалось, что Турищев находится в шорт-листе «Аякса».
В начале февраля 2021 года перешёл в «Ростов», подписав контракт на 4,5 года. 17 марта дебютировал в чемпионате России, в гостевом матче против «Ротора» (4:0) выйдя на 89-й минуте.
16 июля 2022 года на правах аренды пополнил состав московского «Торпедо».
В июле 2023 года перешёл в «Родину» на правах аренды с правом выкупа.
19 июля 2024 года подписал контракт с тульским «Арсеналом».
5 февраля 2025 года стал игроком «Ротора».
19 июня 2025 года перешёл в воронежский «Факел» на правах аренды с правом выкупа до конца сезона 2025/26.

## Карьера в сборной
В декабре 2017 — феврале 2018 провёл пять товарищеских матчей, забил один гол за сборную России до 16 лет под руководством Дмитрия Хомухи.

## Статистика выступлений
| Выступление        | Выступление      | Выступление      | Лига | Лига | Кубки | Кубки | Еврокубки | Еврокубки | Итого | Итого |
| Клуб               | Лига             | Сезон            | Игры | Голы | Игры  | Голы  | Игры      | Голы      | Игры  | Голы  |
| ------------------ | ---------------- | ---------------- | ---- | ---- | ----- | ----- | --------- | --------- | ----- | ----- |
| Ростов             | РПЛ              | 2020/21          | 1    | 0    | 0     | 0     | 0         | 0         | 1     | 0     |
| Ростов             | РПЛ              | 2021/22          | 5    | 0    | 2     | 0     | —         | —         | 7     | 0     |
| Ростов             | Итого            | Итого            | 6    | 0    | 2     | 0     | —         | —         | 8     | 0     |
| → Торпедо (Москва) | РПЛ              | 2022/23          | 25   | 0    | 3     | 0     | —         | —         | 28    | 0     |
| → Торпедо (Москва) | Итого            | Итого            | 25   | 0    | 3     | 0     | —         | —         | 28    | 0     |
| → Родина           | Первая лига      | 2023/24          | 19   | 4    | 3     | 3     | —         | —         | 22    | 7     |
| → Родина           | Итого            | Итого            | 19   | 4    | 3     | 3     | —         | —         | 22    | 7     |
| → Арсенал          | Первая лига      | 2024/25          | 18   | 5    | 1     | 1     | —         | —         | 19    | 6     |
| → Арсенал          | Итого            | Итого            | 18   | 5    | 1     | 1     | —         | —         | 19    | 6     |
| → Ротор            | Первая лига      | 2024/25          | 13   | 2    | 0     | 0     | —         | —         | 13    | 2     |
| → Ротор            | Итого            | Итого            | 13   | 2    | 0     | 0     | —         | —         | 13    | 2     |
| Факел              | Первая лига      | 2025/26          | 1    | 0    | 0     | 0     | —         | —         | 1     | 0     |
| Факел              | Итого            | Итого            | 1    | 0    | 0     | 0     | —         | —         | 1     | 0     |
| Всего за карьеру   | Всего за карьеру | Всего за карьеру | 82   | 11   | 9     | 4     | 0         | 0         | 91    | 15    |

## Достижения
«Локомотив» (Москва)
- Бронзовый призёр молодёжного первенства России: 2019/20

«Ростов»
- Серебряный призёр М-Лиги: 2021/22